# Новоіванівський ринок (Кременчук)

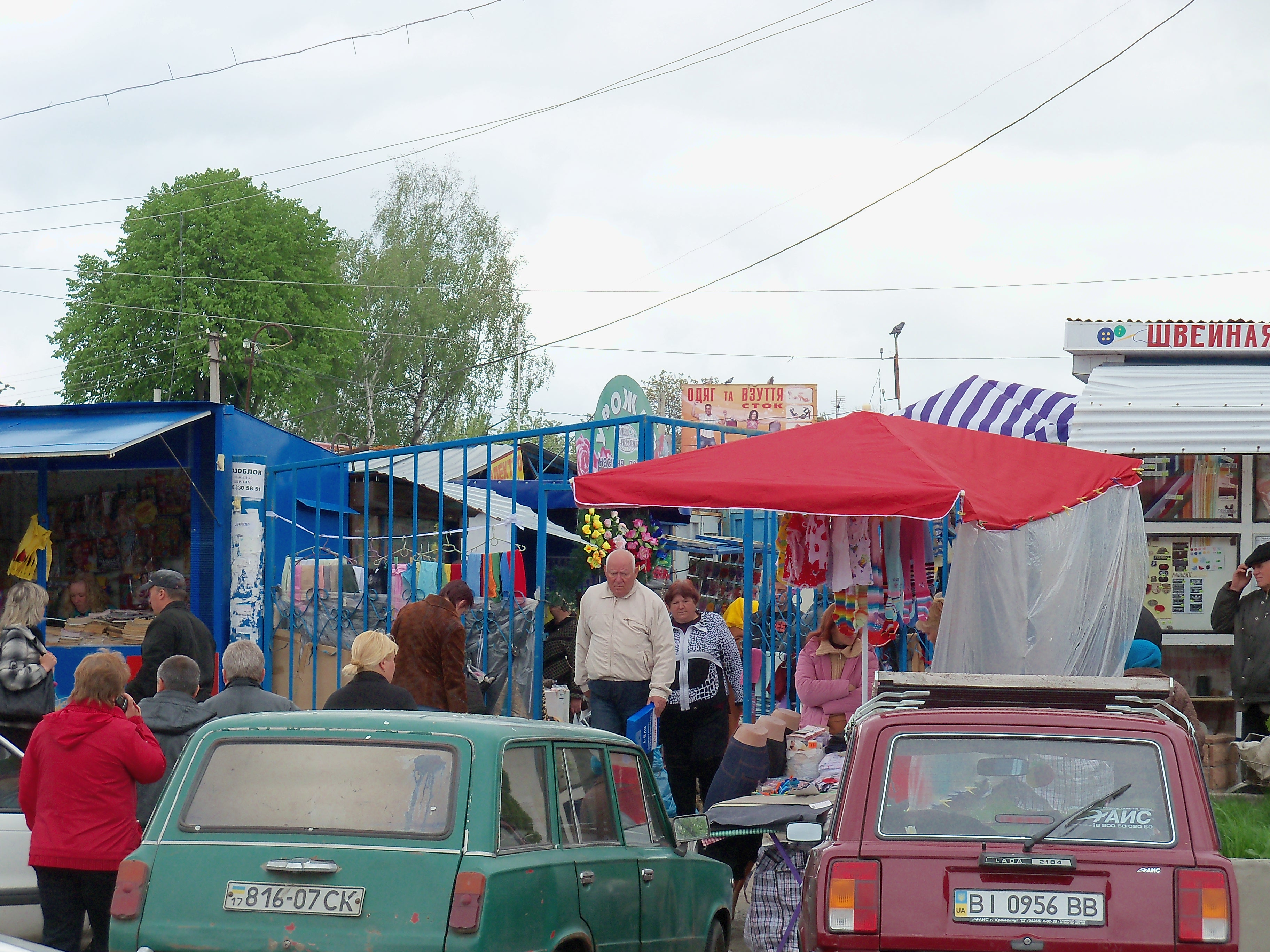
Центральний вхід зі сторони вул. Вадима Бойка

Новоіва́нівський ри́нок — ринок у Кременчуці.

## Розташування
Ринок знаходиться між Нагірною частиною та Чередниками.
На півночі обмежений вул. Вадима Бойка, на сході — вул. Лебединою, на півдні — пров. Бєлінського, на заході — вул. Ватутіна.

## Опис
На ринку можна придбати: інструменти, деякі види транспорту (велосипеди, надувні човни), деякі види тварин (кури , качки, гуси, свині, кози, кролі), а також провізію для них.